# Camden 28
El Camden 28 fue un grupo de católico socialista, activistas que estaban en contra de la Guerra de Vietnam quién en 1971 previsto y ejecutó una redada en un Camden, en el estado de Nueva Jersey. La redada fue el resultado en una investigación sobre los activistas que estuvo visto por muchos como referéndum en la Guerra de Vietnam y como ejemplo del uso exitoso del recurso de la Nulificación Juratorial.

## El Grupo y sus Objetivos
El objetivo del grupo era hacer una declaración audaz en oposición a la guerra en Vietnam a través de Sabotaje, su objetivo era el de recolectar y destruir o eliminar los archivos, así como edificios pertenecientes al Selective Service System de los Estados Unidos
Lo militantes escribieron en una declaración antes del juicio:
 Somos veintiocho hombres y mujeres que, junto con otros resistentes en todo el país, intentamos con nuestras vidas decir "no" a la locura que vemos perpetrada por nuestro gobierno en nombre del pueblo estadounidense: la locura de nuestra política de Vietnam, de la carrera armamentista, de nuestras ciudades abandonadas y las cárceles inhumanas. No creemos que sea criminal destruir trozos de papel que se usan para atar a los hombres a la servidumbre involuntaria, que entrenan a estos hombres para matar y que los envían a morir posiblemente en una guerra injusta, inmoral e ilegal. Defendemos la vida y la libertad y la construcción de comunidades de verdadera amistad. Continuaremos hablando y actuando por la paz y la justicia, sabiendo que nuestro espíritu de resistencia no puede ser encarcelado o roto. 
No todos los miembros del grupo eran estudiantes o "hippies", (los activistas estereotipados contra la Guerra de Vietnam). El grupo era mayoritariamente católico también incluía cuatro sacerdotes y un ministro Protestante, trabajadores de la educación o servicios legales y sociales, algunos veteranos, y padres de mediana edad. Un miembro notable fue Frank Pommersheim. También participaron miembros de la Comisión de Ciudadanos para Investigar el FBI.

## El Informante
Un miembro del grupo, Bob Hardy, se opuso a la guerra, pero también se opuso en secreto a los planes del grupo de violar la ley con esta acción. Sintiéndose dividido entre la lealtad a sus amigos en el grupo y su estricta filosofía personal de orden público, Hardy se acercó al FBI local con sus preocupaciones. El FBI alentó a Hardy a permanecer con el grupo para que pudiera transmitir información sobre sus actividades. Hardy acordó convertirse en informante, supuestamente solo después de recibir garantías de sus manejadores del FBI de que ninguno del grupo pasaría tiempo en la cárcel por la redada contra el tablero de reclutamiento. El FBI acordó financiar gran parte del papel de Hardy dentro del grupo. Después de fungir como informante por varios meses el FBI organizó una redada para acabar con los miembros subversivos.
La redada fue planeada para las primeras horas del domingo 22 de agosto de 1971. Con todos los activistas en sus puestos, comenzó la redada. Sin que los activistas lo supieran, más de 40 agentes del FBI supervisaron y documentaron cuidadosamente la redada desde las sombras. Los agentes del FBI se detuvieron y observaron a los activistas irrumpir en la oficina de la junta de redacción y comenzaron a destruir y embolsar miles de documentos relacionados con la redacción. Después de que pasó una cantidad significativa de tiempo durante el cual se manejaron miles de documentos, se ordenó a los agentes ocultos del FBI que actuaran y arrestaran a todos los involucrados. Los arrestados, incluidos dos sacerdotes católicos y un ministro protestante, se conocieron como Camden 28. El hecho de que Bob Hardy había traicionado a los activistas se hizo evidente a medida que avanzaba la noche.

### Juicio
Para cuando los "28 de Camden" fueron llevados a juicio en la primavera de 1973, su caso fue visto por muchos como un referéndum sobre la Guerra de Vietnam. Cada uno de los 28 se enfrentó a siete delitos graves cargos derivados de la redada y más de 40 años de prisión si son condenados. Los 28 decidieron ser juzgados juntos.Inmediatamente antes del juicio se les ofreció un acuerdo de culpabilidad por el cual cada uno se declararía culpable de un solo cargo delito menor y el resto de los cargos serían retirados. Después de una intensa discusión, los 28 decidieron que no aceptarían la declaración y que, como activistas políticos, preferían ser juzgados. El historiador Howard Zinn fue llevado a declarar en nombre de los acusados.
Desafortunadamente para la fiscalía, su testigo estrella Bob Hardy sentía que había sido traicionado por el gobierno. Hardy sostuvo que desde el comienzo de su interacción con el FBI buscó y recibió garantías de que ninguno de sus co-conspiradores en la redada vería ningún tiempo en la cárcel. Ahora, a medida que se acercaba el juicio, cada uno de los "28" enfrentaba más de 40 años de prisión.
Para el FBI y la fiscalía, el costo de traicionar a Hardy de esta manera era perderlo como testigo amistoso. Despreciado, Hardy ahora, de hecho, testificaría ampliamente por la defensa. Hardy testificaría sobre la medida en que el FBI alentó y permitió que se llevara a cabo la redada en el tablero de reclutamiento. A través del testimonio de Hardy, la incursión se vio financiada y conducida por el FBI, y la defensa pudo argumentar efectivamente que a través del FBI, el gobierno "excedió" en su celo por arrestar y enjuiciar a este conjunto particular de anti- activistas de guerra.
Además, se hizo evidente que el FBI había permitido que el complot se formara y desarrollara porque creía que el grupo Camden podría haber estado conectado a la  robo y publicación de documentos del FBI en Media, PA varios meses antes De hecho, al menos dos de los acusados de Camden (Keith Forsyth y Robert Williamson) habían estado involucrados en el robo de los medios, aunque esto no se reveló hasta que dieron un paso adelante en 2014. Esos documentos habían revelado el programa COINTELPRO, y los acusados de Camden esencialmente usaron su propio juicio para publicitar y cuestionar los métodos del FBI.
El 20 de mayo de 1973, el jurado emitió veredictos de "no culpabilidad" por todos los cargos contra los 28 acusados, absolución de ellos. Howard Zinn había testificado en el juicio y recomendó desobediencia civil y anulación del jurado. Nearly 50 years after breaking into the Camden draft board and destroying records to protest the war in Vietnam, members of the Camden 28 took to the stand in the federal courtroom where they were tried.

### Legado
Un documental de 2007 fue llamado "The Camden 28", ha sido investigado, producido y lanzado por Anthony Giacchino, combinando imágenes de archivo, fotografías contemporáneas, extensas entrevistas y análisis en la cuenta más completa de las personas, eventos e historia que rodean el Camden 28. The Camden 28 se emitió en septiembre de 2007 en POV de PBS escaparate documental independiente.
El juez William J. Brennan, Jr de la Corte Suprema de los Estados Unidos calificó el juicio como "uno de los grandes juicios del siglo XX".  El padre Michael Doyle, uno de los 28 que era sacerdote católico en la Iglesia del Sagrado Corazón en Camden en ese momento, sigue siendo un sacerdote y líder comunitario allí hoy. . La iglesia, dirigida por Doyle, continúa haciendo campaña por la paz, la igualdad y la justicia social y celebra una reunión anual de paz.